# Хоментовский, Пётр Михайлович
Пётр Михайлович Хоментовский (1819—1900) — русский военный деятель,  генерал от инфантерии (1887).

## Биография
Отец — генерал-майор М. Я. Хоментовский, дядя — генерал-майор Ф. Я. Хоментовский
В службу вступил в 1837 году, с производством  в офицеры. В 1854 году произведён в полковники, командующий резервной бригады 21-й пехотной дивизии. С 1859 года командир Сиби́рского 9-го Гренаде́рского Генера́л-Фельдма́ршала Вели́кого Кня́зя Никола́я Никола́евича полка
С 1862 года назначен окружным интендантом Царства Польского. В 1863 году произведён в генерал-майоры. С 1869 года окружной интендант—начальник интендантского управления Варшавского военного округа. В 1870 году произведён в генерал-лейтенанты. С 1875 года помощник главного интенданта Военного министерства Российской империи. С 1879 года числился в Запасных войсках. В 1887 году произведён в генералы от инфантерии.
Был награждён всеми орденами вплоть до ордена  Святого Александра Невского пожалованного ему в 1878 году.

## Награды
- Орден Святой Анны 3-й степени
- Орден Святой Анны 2-й степени (1852); императорская корона к ордену (1858)[8]
- Знак отличия за XV лет беспорочной службы (1855)[8]
- Орден Святого Владимира 3-й степени (1862)[8]
- Орден Святого Станислава 1-й степени (1864)[9]
- Орден Святой Анны 1-й степени (1866)[9]
- Орден Святого Владимира 2-й степени (1868)[9]
- Орден Белого орла (1875)[9]
- Орден Святого Александра Невского (1878)